# 查利爾·奧卡科
賈利爾·奧比卡·歐卡佛（英語：Jahlil Obika Okafor，(/ˈdʒɑː liːl/; 1995年12月15日－），是一位尼日利亞裔美國職業籃球運動員他於大學一年級時代表杜克大學參加2014–15年杜克藍魔男子籃球隊，並協助球隊奪得全國冠軍。他在2015年NBA選秀中以首輪第三順位被費城76人選中，現效力於日本職業籃球聯賽的Levanga北海道。

## 高中时期
歐卡佛在进入高中之前就一直被人寄予厚望，并曾连续数年在最佳高中球员榜单上居高不下。他是NBA球员埃米卡·奧卡福的表亲。在2012年U17世界青年篮球锦标赛中，他帮助美国队赢得金牌并得到了锦标赛最有价值球员的称号。2013年，歐卡佛带领Whitney M. Young Magnet高中打入了2013年芝加哥公立高中联赛并赢得了市冠军。2013年歐卡佛被选入美国国家队并在2013年U19世界青年篮球锦标赛取得金牌。 高中最后一年，歐卡佛获得了麦当劳，《今日美国》和《Parade》等授予的“年度最佳高中球员”称号并受到了全国关注。之后歐卡佛和泰厄斯·琼斯一同选择了为杜克大学效力。

## 大学时期
大一時在2014-15赛季为杜克大学效力。在杜克大学，他获得了ACC联盟年度最佳球员等奖项。 在杜克大学取得2015年NCAA锦标赛冠军后，歐卡佛宣布将参加2015年NBA选秀。随后他被费城76人用首轮三号签选中。

## 职业生涯

### 費城76人（2015-2017）

#### 2015-16賽季
2015年6月25日，Okafor被費城76人隊在2015年NBA選秀中的第三順位選中。在7月6日以20分的NBA夏季聯賽表現首次亮相後，奧卡福於7月7日與76人隊簽訂了一份為期兩年的合同，並且還有兩個賽季的球隊選項。他在10月28日對波士頓塞爾提克隊的26分，7個籃板，2次蓋帽（也包括8次失誤）首次為76人隊首次亮相。年輕的2015-16賽季76人隊都是在24歲以下的球員，沒有超過三年的NBA經驗。 11月9日，他在家鄉芝加哥公牛隊的比賽中得到21分和15個籃板，這是他職業生涯的第一次兩雙。在隨後的11月11日的比賽中，奧卡福隊在多倫多暴龍隊的比賽中得到4次蓋帽以及21分和7個籃板。
76人隊在本賽季0-16開局後，奧卡福於11月25日在波士頓與嘲諷者展開街頭鬥爭。 11月30日，由於其他報導顯示奧卡福曾參與各種有爭議和危險的場外情況，76人隊同意要求指派一名保安在公開場合陪伴奧卡福。 12月1日，奧卡福和76人隊以103-91擊敗洛杉磯湖人隊。這場胜利結束了美國主要職業體育史上最長的連敗（上賽季可追溯到28場）和NBA歷史上最糟糕的開局（與2009-10賽季布魯克林籃網隊0-18並列） 。第二天，視頻出現在TMZ從11月開始在波士頓舉行的第二場比賽。奧卡福隨後被76人隊暫停兩場比賽。[143]他於12月7日在對陣聖安東尼奧馬刺隊的比賽中停賽，以119-68擊敗替補出場，得到10分和4個籃板。 2016年1月16日，他以114-89擊敗波特蘭拓荒者隊，得到25分和10個籃板，幫助76人隊取得四連勝並將戰績提高到5-37。 2016年1月27日，他入選2016年NBA全明星周末新秀挑戰賽陣容。
2月份，隨著奧卡福從中鋒改打大前鋒。 2月6日，他以103-98戰勝布魯克林籃網隊，得到22分和賽季最高的17個籃板。在2月21日對陣達拉斯小牛隊的比賽中，奧卡福以129-103的失利率創下職業生涯最高的31分，不僅超過了他職業生涯的職業生涯新高，還超過了他在杜克大學的30分。[150] 2月28日，奧卡福隊在對陣奧蘭多魔術隊的比賽中得到26分，但是他在與隊友艾薩亞·迦南的比賽中遭遇了一次脛骨挫傷，只能讓他參加比賽。由於他錯過了連續第五場比賽，76人隊主教練布雷特·布朗指出，奧卡福的膝蓋上有CT掃描。 3月11日，經過測試顯示他的右膝半月板受到輕微撕裂後，奧卡福在本賽季餘下時間被排除在外。
奧卡福在2016年NBA最佳新秀獎投票中獲得第五名，並獲得NBA最佳新秀第一隊的榮譽。

#### 2016-17賽季
在2016-17賽季的第一周之後，76人隊在奧卡福的新秀比賽合同中執行了第三年的球隊選項。奧卡福以16分鐘的上限開始本賽季的比賽，在他的半月板受傷重新惡化之後。他的上限很快提升到24分鐘。在11月21日對邁阿密熱火隊的比賽之前，他沒有受到限制。 2017年1月14日，在76人隊之前的三場比賽中沒有參加過比賽的奧卡福在華盛頓奇才隊以109-93輸掉了當時賽季最高的26分。在全明星周末期間，他被選中參加新星挑戰賽。 2017年2月25日，他以110-109輸給紐約尼克斯隊，得到賽季最高的28分並搶下10個籃板。 2017年3月31日，在錯過了之前的四場比賽之後，他因為右膝痠痛而本季報銷。

#### 2017-18賽季
2017年11月1日，奧卡福透露，在球隊決定不再執行奧卡福的新秀協議中的第四年630萬美元的選項後，奧卡福表示他會歡迎76人隊的交易或買斷。

### 布魯克林籃網(2018)

#### 2017-18賽季
2017年12月7日，76人交易奧卡福與尼克·斯陶斯卡斯和2019年第二輪選秀權換取布魯克林籃網的特雷沃·布克。
籃網隊首次上場時，奧卡福在以23-20分的成績中以120-87輸給了多倫多猛龍隊，得到10分和4個籃板。 76人隊整個賽季只打了25分鐘。首次亮相之後，網隊決定讓他重新成型，然後再次參加比賽。他的下一場比賽於1月3日對陣明尼蘇達森林狼隊，在那裡他在11分鐘內得到2分。三天后，他在13分鐘內以87-85輸給波士頓凱爾特人隊，得到12分。 1月27日，他以111-97輸給了森林狼隊，得到全隊最高的21分。賽季結束後，他成為了一名不受限制的自由球員。

### 新奧爾良鵜鶘（2018-2020）

#### 2018-19賽季
2018年8月9日，奧卡福與新奧爾良鵜鶘隊簽約。 12月19日，他在對陣密爾沃基雄鹿隊的比賽中以13分鐘的成績獲得賽季最高的17分。 1月19日，鵜鶘隊宣布，安東尼戴維斯食指扭傷，這將使他在1-2週內休息。隨著比賽時間的增加，奧卡福在1月21日以105-85擊敗孟菲斯灰熊隊（本賽季最高的20分和10個籃板球）， 1月26日126-114打輸聖安東尼奧馬刺隊（24分和15個籃板），和1月29日121-116戰勝休斯敦火箭隊（27分）。 1月23日，他在底特律活塞隊打出了職業生涯最高的6個蓋帽。

### 海外生涯
2022年2月23日，中国男子篮球职业联赛浙江广厦宣布與歐卡佛完成簽約。
2023年7月17日，西班牙篮球甲级联赛薩拉戈薩籃球俱樂部宣布與歐卡佛簽下為期一個賽季的合約。11月27日，Basket Zaragoza宣布浙江广厦已買斷歐卡佛的合約。12月15日，浙江广厦完成註冊歐卡佛。
2025年7月7日，宣布加盟B.League的Levanga北海道。

## 國家隊生涯
2020年2月，歐卡佛向ESPN記者表示將代表奈及利亞參加2020年夏季奧林匹克運動會。歐卡佛總計出賽了三場，場均表現為9分、4.7籃板、0.3助攻。

## 大学比赛数据
| 賽季     | 球隊     | GP | GS | MPG  | FG%  | 3P%  | FT%  | RPG | APG | SPG | BPG | PPG  |
| -------- | -------- | -- | -- | ---- | ---- | ---- | ---- | --- | --- | --- | --- | ---- |
| 2014–15  | 杜克大学 | 32 | 32 | 30.1 | .664 | .000 | .510 | 8.5 | 1.3 | .8  | 1.4 | 17.3 |
| 职业生涯 |          | 32 | 32 | 30.1 | .664 | .000 | .510 | 8.5 | 1.3 | .8  | 1.4 | 17.3 |

## NBA

### 例行賽
| 賽季    | 球隊         | GP  | GS  | MPG  | FG%  | 3P%  | FT%  | RPG | APG | SPG | BPG | PPG  |
| ------- | ------------ | --- | --- | ---- | ---- | ---- | ---- | --- | --- | --- | --- | ---- |
| 2015–16 | 費城76人     | 53  | 48  | 30.0 | .508 | .167 | .686 | 7.0 | 1.2 | .4  | 1.2 | 17.5 |
| 2016–17 | 費城76人     | 50  | 33  | 22.7 | .514 | -    | .671 | 4.8 | 1.2 | .4  | 1.0 | 11.8 |
| 2017–18 | 費城76人     | 2   | 0   | 12.5 | .444 | -    | .500 | 4.5 | .5  | .0  | 1.0 | 5.0  |
| 2017–18 | 布魯克林籃網 | 26  | 0   | 12.6 | .566 | .250 | .760 | 2.9 | .4  | .1  | .6  | 6.4  |
| 2018–19 | 紐奧良鵜鶘   | 59  | 24  | 15.8 | .586 | .200 | .663 | 4.7 | .7  | .3  | .7  | 8.2  |
| 生涯    | 生涯         | 190 | 105 | 21.1 | .530 | .200 | .679 | 5.1 | .9  | .3  | .9  | 11.5 |